# St-Agricol (Avignon)

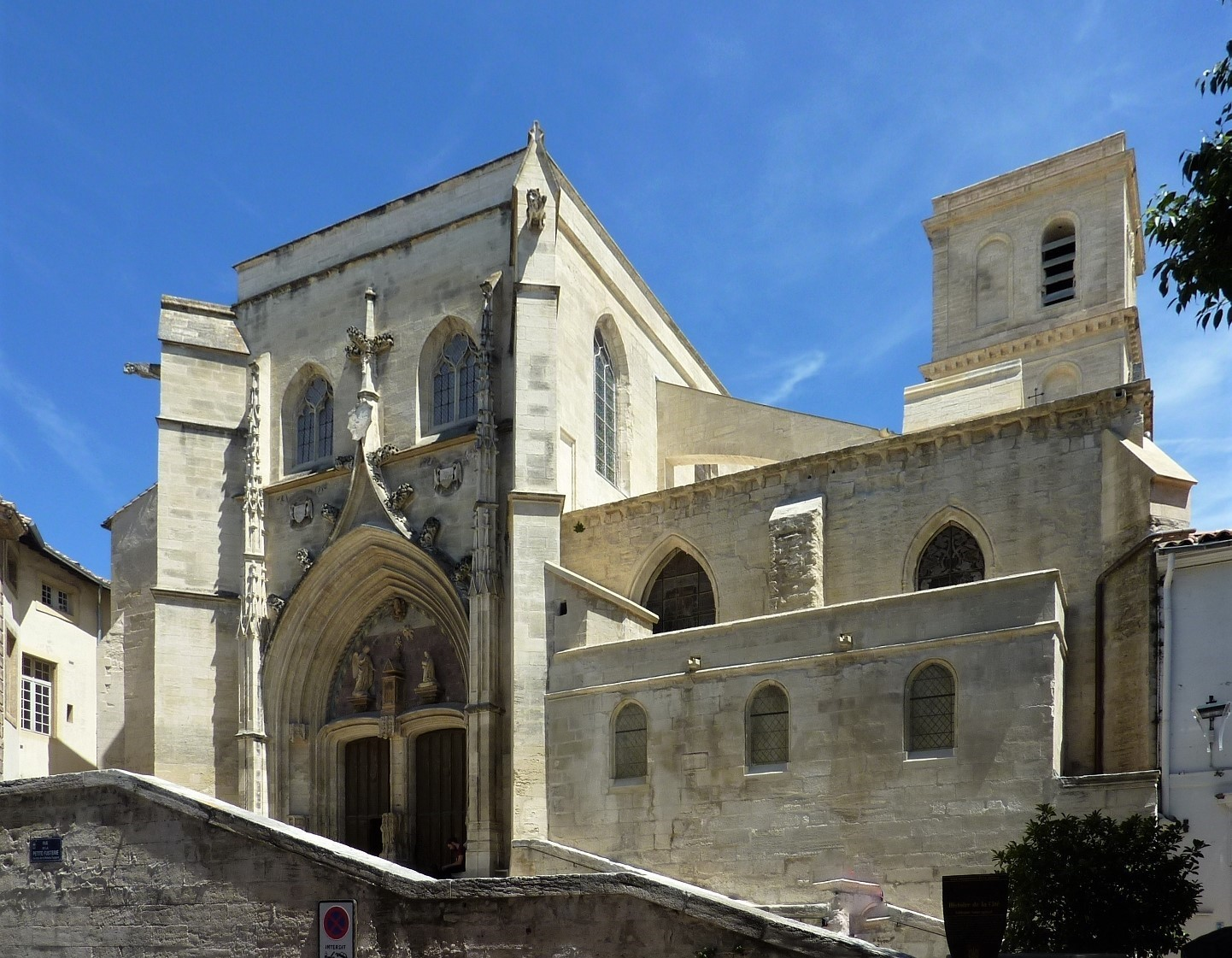
St-Agricol (Avignon)

Die Stiftskirche Saint-Agricol ist eine römisch-katholische Kirche in der südfranzösischen Stadt Avignon. Das Gebäude steht seit 1981 als Monument historique unter Denkmalschutz.

## Lage und Patrozinium

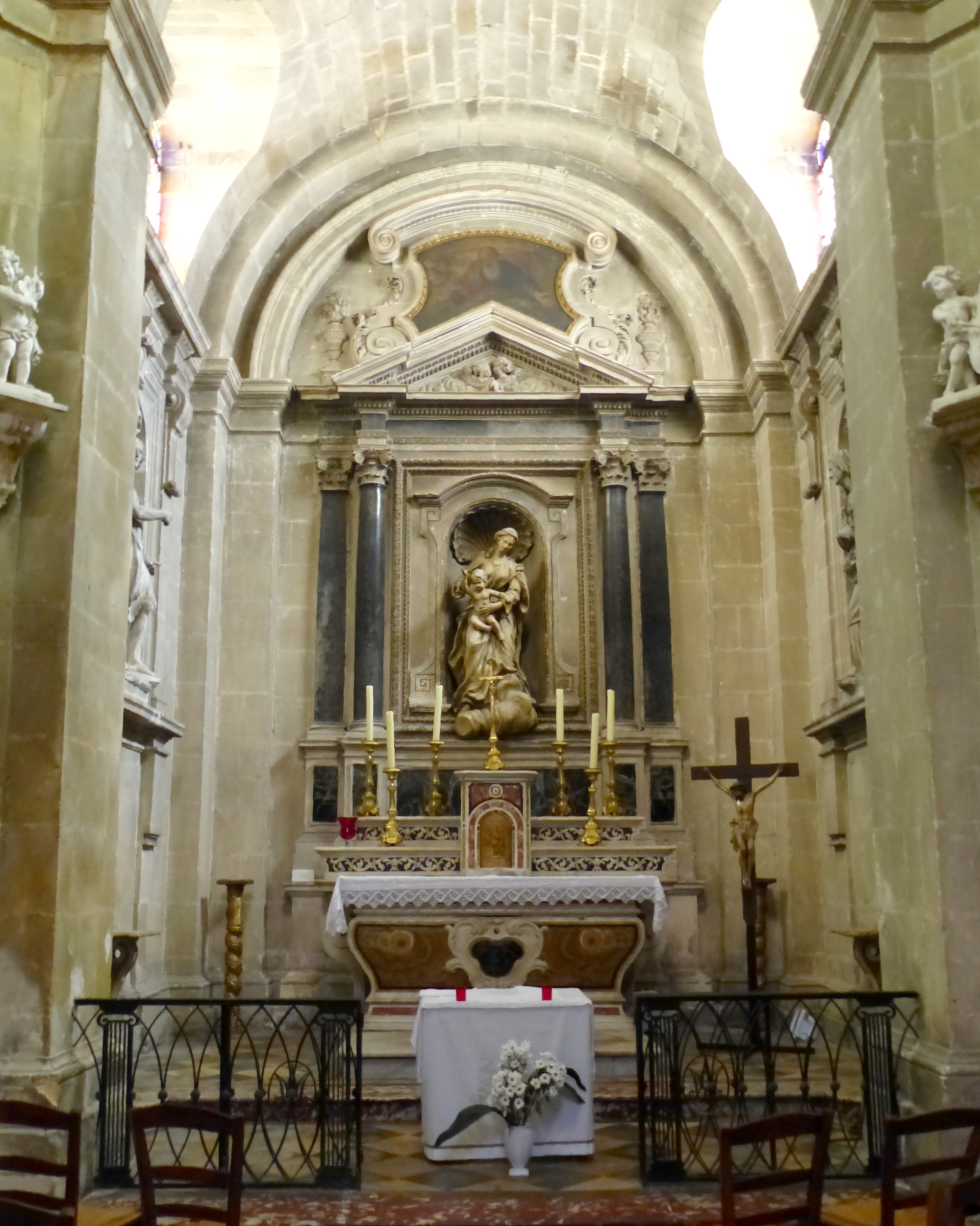
St-Agricol (Avignon) Kapelle der Brantes

Die Stiftskirche (französisch: Collégiale) befindet sich in der Innenstadt, nahe dem Rathaus, in der gleichnamigen Straße. Sie ist zu Ehren des heiligen Agricol (Agricola) geweiht, der von 660 bis 700 Bischof von Avignon war.

## Geschichte
Die ursprüngliche Kirche datiert aus dem 7. Jahrhundert. Nach ihrer Zerstörung durch die Sarrazenen wurde sie von Bischof Fulcherius II. (911–940) neu erbaut, dann wieder im 12. Jahrhundert als gotische Kirche. 1321 von Papst Johannes XXII. zur Stiftskirche erhoben, wurde sie im 15. Jahrhundert ausgebaut und umgestaltet. Nach ihrer Restaurierung 1802 diente sie, solange die Kathedrale von Avignon unbenutzbar war, vorübergehend als Kathedralkirche.

## Ausstattung
Bemerkenswert sind von Jean Péru (1650–1723) die Kapelle der Familie Brantes (auch: Brantès)  und von Imbert Boachon der Retabel der Familie Doni (1525). Die Kirche enthält Gemälde von Nicolas Mignard, Simon de Châlons (1500–1561) und des in Emden geborenen Guillaume-Ernest Grève (* 1639).

## Orgel

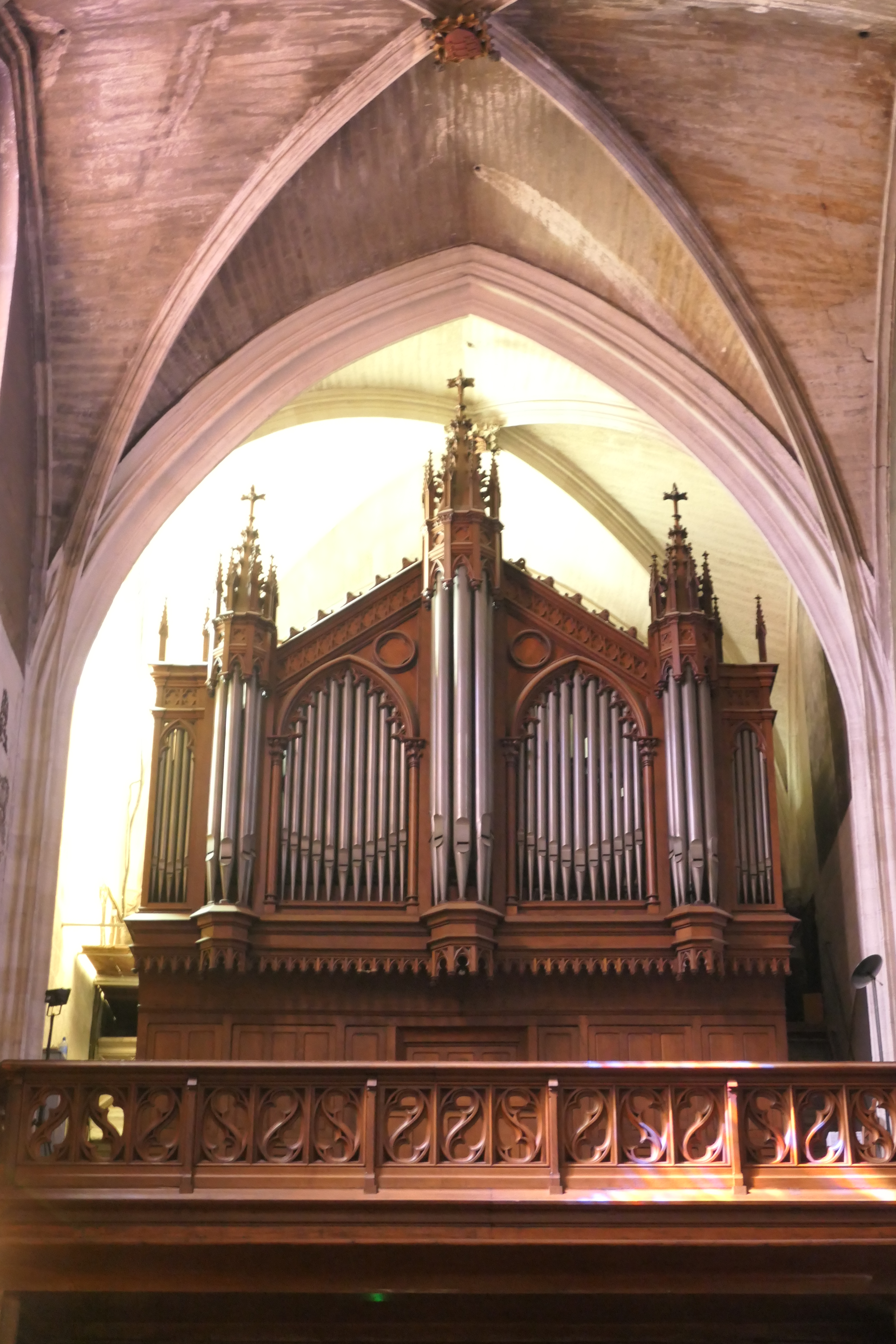
St-Agricol (Avignon)

Charles Spackman Barker und Charles Verschneider bauten 1862 die Orgel, die zuletzt 1955 restauriert wurde. Sie verfügt über 29 Register.
| I Grand-Orgue C–g3 |       |
| Bourdon            | 16′   |
| Montre             | 08′   |
| Flûte              | 08′   |
| Gambe              | 08′   |
| Prestant           | 04′   |
| Nasard             | 2 ⁄3′ |
| Cornet V           | 2 ⁄3′ |
| Plein-Jeu IV       |       |
| Bombarde           | 16′   |
| Clarinette         | 08′   |
| Trompette          | 08′   |
| Clairon            | 04′   |

| II Positif C–g3 |    |
| Bourdon         | 8′ |
| Flûte           | 8′ |
| Salicional      | 8′ |
| Salicional      | 4′ |
| Trompette       | 8′ |

| III Récit expressif C–g3 |    |
| Flûte harmonique         | 8′ |
| Keraulophone             | 8′ |
| Voix céleste             | 8′ |
| Flûte octaviante         | 4′ |
| Gambe                    | 4′ |
| Voix harmonique          | 8′ |
| Basson-hautbois          | 8′ |
| Trompette                | 8′ |
| Voix humaine             | 8′ |
| Tremblant                |    |

| Pédale C–g1 |     |
| Flûte       | 16′ |
| Flûte       | 08′ |
| Bombarde    | 16′ |
| Trompette   | 08′ |